# Hyatt Regency Phoenix
Hyatt Regency Phoenix es un hotel ubicado en Downtown, Phoenix, Arizona, Estados Unidos.

## Descripción
Tiene 317 pies (97 m) de altura y 24 pisos. Se completó en 1976. En la planta superior hay un restaurante giratorio. Fue diseñado por Charles Luckman y Associates para complementar la Phoenix Civic Plaza (ahora llamado Centro de Convenciones de Phoenix) y el Phoenix Symphony Hall. El edificio fue construido por Chanen Construction Company. La fachada del hotel está revestida con bloques nervados de hormigón y texturizados.
El vestíbulo del hotel y los restaurantes ocupan el nivel principal. El segundo piso cuenta con salas de reuniones y un restaurante adicional, mientras que un atrio se eleva 8 pisos. Los pisos 9 al 21 albergan habitaciones para huéspedes. Los pisos 22 y 23 albergan equipos mecánicos conocidos como "the neck of the Compass". El restaurante Compass se encuentra en lo alto del hotel, en el piso 24. Es el único restaurante giratorio de Arizona. El banco de ascensores ofrece dos ascensores cerrados para huéspedes y tres panorámicos, que se deslizan hacia arriba desde el vestíbulo, a través del atrio y, finalmente, hacia el exterior del edificio, ofreciendo vistas del centro de Phoenix y del Aeropuerto Internacional de Phoenix-Sky Harbor.
El hotel cuenta con 693 habitaciones, dos restaurantes, una piscina, 42 000 pies cuadrados (3900 m2) de espacio para reuniones y una tienda minorista. El 1 de julio de 2008, el Hyatt Regency Phoenix fue vendido por 96 millones de dólares a DiNapoli Capital Partners, con sede en Los Ángeles.